# 劉嗣傳
劉嗣傳（？—？），字以延，號九蘭，四川成都府汉州人，明朝政治人物。

## 生平
万历二十二年（1594年）甲午科四川乡试舉人，三十二年（1604年），登甲辰科进士，刑部觀政，授山东济宁州知州，卒于官。